# Айтекебийский район
Айтекебийский район (каз. Әйтеке би ауданы) — административно-территориальная единица второго уровня на северо-востоке Актюбинской области Казахстана. Административный центр района — село Темирбека Жургенова.

## Физико-географическая характеристика
Поверхность района равнинная (высота 100—400 м). Северо-западная часть района занята горами Мугоджары. Климат континентальный. Средние температуры января — −17 °C, июля — 22 °C. Среднегодовое количество атмосферных осадков — 200—250 мм. По территории района с севера на юг протекает река Иргиз с притоками Карабутак, Кайракты, Шолак-Кайракты, Улыталдык, Балагалдык и другими. Озёра: Айке, Шалкар-Карашатау, Белькопа, Тегиссор. Почвы каштановые и тёмно-каштановые. Произрастают полынь, камыш, карагана и другие. Обитают лисица, корсак, заяц, волк, барсук; из птиц — гусь, утка, беркут, сова и другие.

## История
Образован в 1966 году как Комсомольский район. В 1993 году переименован в Богеткольский район. 17 июня 1997 года Указом Президента Казахстана Богеткольский район был переименован в Айтекебийский район.
В 1993—1997 годах название «Айтекебийский район» носил Карабутакский район.

## Население
Национальный состав (на начало 2019 года):
- казахи — 23 322 чел. (93,68 %)
- русские — 1008 чел. (4,05 %)
- украинцы — 216 чел. (0,87 %)
- татары — 112 чел. (0,45 %)
- белорусы — 48 чел. (0,19 %)
- башкиры — 35 чел. (0,14 %)
- молдаване — 32 чел. (0,13 %)
- немцы — 30 чел. (0,12 %)
- другие — 92 чел. (0,37 %)
- Всего — 24 895 чел. (100,00 %)

## Административно-территориальное деление
Айтекебийский район состоит из 15 сельских округов, в составе которых находится 27 сёл:
| Сельский округ                     | Население, чел. (2009) | Населённые пункты                                             |
| ---------------------------------- | ---------------------- | ------------------------------------------------------------- |
| сельский округ Темирбека Жургенова | 7555                   | село Темирбека Жургенова, село Талдысай                       |
| Аккольский сельский округ          | 695                    | село Акколь                                                   |
| Актастынский сельский округ        | 1216                   | село Актасты, село Толыбай                                    |
| Аралтогайский сельский округ       | 1868                   | село Аралтогай, село Милысай, село Киякты, отделение Улгайсын |
| Кызылжулдузский сельский округ     | 754                    | село Аралтобе                                                 |
| Айкенский сельский округ           | 2009                   | аул Айке, село Теренсай                                       |
| Баскудукский сельский округ        | 1400                   | село Тымабулак, село Сарбулак                                 |
| Жабасакский сельский округ         | 1678                   | село Жабасак, село Аккум, село Байжанкол                      |
| Жамбылский сельский округ          | 838                    | село Жамбыл                                                   |
| Кайрактинский сельский округ       | 352                    | село Талдык                                                   |
| Карабутакский сельский округ       | 3546                   | село Карабутак, село Енбекту, село Жароткель, село Белкопа    |
| Кумкудукский сельский округ        | 1541                   | село Кумкудук                                                 |
| Саратский сельский округ           | 781                    | село Сарат                                                    |
| Сулукольский сельский округ        | 731                    | село Сулуколь                                                 |
| Ушкаттинский сельский округ        | 560                    | село Ушкатты                                                  |

## Экономика
Основные направления животноводства: разведение крупного рогатого скота, овцеводство, коневодство. Выращивают зерновые культуры.
Через территорию района проходят автомобильные дороги M-32 и A-22. В 2003 году была проложена железнодорожная линия Хромтау — Алтынсарино. Северную часть района через село Ушкатты пересекает российская железная дорога Орск — Рудный Клад.